# Mads Pedersen
Mads Pedersen (* 18. prosince 1995) je dánský profesionální silniční cyklista jezdící za UCI WorldTeam Lidl–Trek. V září 2019 vyhrál mužský silniční závod na mistrovství světa v silniční cyklistice v anglickém Yorkshiru. Stal se tak prvním dánským vítězem tohoto závodu.

## Kariéra

### Začátky
V roce 2013 vyhrál Pedersen juniorskou variantu Paříž–Roubaix a získal stříbrnou medaili na mistrovství světa v silničním závodu juniorů. V kategorii do 23 let Pedersen zvítězil na závodech Gent–Wevelgem U23, Kolem Norska U23 a na etapovém závodu Tour de l'Avenir vyhrál etapu.

### Trek–Segafredo (2017–)
V srpnu 2016 bylo oznámeno, že Pedersen podepsal dvouletou smlouvu s UCI WorldTeamem Trek–Segafredo od roku 2017.

## Osobní život
V roce 2019 se oženil s dlouholetou přítelkyní Lisette Dam Jørgensen.

## Hlavní výsledky
2012
Tour of Istria
 celkový vítěz
vítěz 3. etapy
Trofeo Karlsberg
 celkový vítěz
vítěz etapy 3a (ITT)
Sint-Martinusprijs Kontich
 celkový vítěz
 vítěz bodovací soutěže
 vítěz soutěže mladých jezdců
vítěz prologu a 4. etapy
2013
Course de la Paix Juniors
 celkový vítěz
 vítěz bodovací soutěže
vítěz etap 2a (ITT) a 4
Trofeo Karlsberg
 celkový vítěz
vítěz etap 3a (ITT), 3b a 4
vítěz Paříž–Roubaix Juniors
Aubel–Thimister–La Gleize
 vítěz vrchařské soutěže
vítěz 3. etapy
GP Rüebliland
vítěz 4. etapy
Giro della Lunigiana
vítěz 4. etapy
Sint-Martinusprijs Kontich
vítěz 4. etapy
Mistrovství světa
 2. místo silniční závod juniorů
2014
vítěz Eschborn–Frankfurt City Loop U23
Národní šampionát
3. místo časovka do 23 let
2015
Tour de l'Avenir
vítěz 2. etapy
ZLM Roompot Tour
2. místo celkově
vítěz etap 2 (ITT) a 3
Čtyři dny v Dunkerku
6. místo celkově
6. místo La Côte Picarde
8. místo Tour des Fjords
9. místo Ronde van Vlaanderen Beloften
2016
Kolem Norska
 vítěz vrchařské soutěže
vítěz 3. etapy
vítěz Fyen Rundt
vítěz Gent–Wevelgem U23
7. místo Trofej Poreč
Driedaagse van De Panne–Koksijde
8. místo celkově
2017
Národní šampionát
 vítěz silničního závodu
Danmark Rundt
 celkový vítěz
 vítěz bodovací soutěže
 vítěz soutěže mladých jezdců
vítěz 3. etapy
Tour Poitou-Charentes en Nouvelle-Aquitaine
 celkový vítěz
 vítěz soutěže mladých jezdců
vítěz 4. etapy (ITT)
2018
vítěz Eurométropole Tour
vítěz Fyen Rundt
Herald Sun Tour
vítěz 2. etapy
Danmark Rundt
vítěz 4. etapy (ITT)
2. místo Kolem Flander
5. místo Dwars door Vlaanderen
7. místo GP Horsens
2019
Mistrovství světa
 vítěz silničního závodu
vítěz Grand Prix d'Isbergues
2020
vítěz Gent–Wevelgem
Tour de Pologne
vítěz 2. etapy
Národní šampionát
4. místo silniční závod
BinckBank Tour
5. místo celkově
 vítěz bodovací soutěže
vítěz 3. etapy
7. místo Race Torquay
Tour de France
lídr  po 1. etapě
2021
vítěz Kuurne–Brusel–Kuurne
Danmark Rundt
2. místo celkově
 vítěz bodovací soutěže
vítěz 2. etapy
Kolem Norska
vítěz 3. etapy
2. místo Bredene Koksijde Classic
3. místo Eurométropole Tour
2022
vítěz Fyen Rundt
Vuelta a España
 vítěz bodovací soutěže
vítěz etap 13, 16 a 19
Tour de France
vítěz 13. etapy
 cena bojovnosti po 13. etapě
Circuit de la Sarthe
 vítěz bodovací soutěže
vítěz etap 1 a 3
Étoile de Bessèges
 vítěz bodovací soutěže
vítěz 1. etapy
Paříž–Nice
vítěz 3. etapy
Národní šampionát
2. místo silniční závod
4. místo časovka
2. místo Grand Prix La Marseillaise
3. místo Grand Prix Herning
6. místo Milán – San Remo
Kolem Belgie
7. místo celkově
 vítěz bodovací soutěže
vítěz 1. etapy
7. místo Gent–Wevelgem
8. místo Kolem Flander
Mistrovství Evropy
10. místo silniční závod
2023
Danmark Rundt
 celkový vítěz
 vítěz bodovací soutěže
vítěz 5. etapy (ITT)
vítěz BEMER Cyclassics
Tour de France
vítěz 8. etapy
Giro d'Italia
vítěz 6. etapy
Paříž–Nice
vítěz 2. etapy
Étoile de Bessèges
vítěz 5. etapy (ITT)
2. místo Grand Prix d'Isbergues
3. místo Kolem Flander
3. místo Münsterland Giro
Mistrovství světa
4. místo silniční závod
4. místo Paříž–Roubaix
5. místo Gent–Wevelgem
5. místo Dwars door Vlaanderen
6. místo Milán – San Remo
Mistrovství Evropy
7. místo silniční závod
2024
Étoile de Bessèges
 celkový vítěz
 vítěz bodovací soutěže
vítěz 3. etapy
4. místo Milán – San Remo
3. místo Paříž–Roubaix
vítěz Gent–Wevelgem
Critérium du Dauphiné
vítěz 1. etapy
Tour de La Provence
 celkový vítěz
 vítěz bodovací soutěže
vítěz prologu, etap 1 a 2
Tour de France
 cena bojovnosti po 6. etapě
2025
vítěz Gent–Wevelgem
Paříž–Nice
 vítěz bodovací soutěže
vítěz 6. etapy
3. místo Paříž–Roubaix
2. místo E3 Saxo Classic
7. místo Milán – San Remo
2. místo Kolem Flander
5. místo Dwars door Vlaanderen
Tour de La Provence
 celkový vítěz
 vítěz bodovací soutěže
vítěz 2. etapy

### Výsledky na Grand Tours
| Grand Tour      | 2017 | 2018 | 2019 | 2020 | 2021 | 2022 | 2023 | 2024 | 2025 |
| --------------- | ---- | ---- | ---- | ---- | ---- | ---- | ---- | ---- | ---- |
| Giro d'Italia   | 138  | 140  | —    | —    | —    | —    | DNF  | —    |      |
| Tour de France  | —    | —    | —    | 124  | 137  | 98   | 105  | DNF  |      |
| Vuelta a España | —    | —    | —    | —    | —    | 102  | —    | —    |      |

### Výsledky na klasikách
| Monument               | 2015                            | 2016                            | 2017                            | 2018                            | 2019                            | 2020                            | 2021                            | 2022                            | 2023                            | 2024                            | 2025                            |
| ---------------------- | ------------------------------- | ------------------------------- | ------------------------------- | ------------------------------- | ------------------------------- | ------------------------------- | ------------------------------- | ------------------------------- | ------------------------------- | ------------------------------- | ------------------------------- |
| Milán – San Remo       | —                               | —                               | —                               | —                               | —                               | —                               | —                               | 6                               | 6                               | 4                               | 7                               |
| Kolem Flander          | —                               | —                               | —                               | 2                               | DNF                             | 59                              | DNF                             | 8                               | 3                               | 22                              | 2                               |
| Paříž–Roubaix          | —                               | —                               | 95                              | 71                              | 51                              | NS                              | DNF                             | DNF                             | 4                               | 3                               | 3                               |
| Lutych–Bastogne–Lutych | —                               | —                               | —                               | —                               | —                               | DNF                             | —                               | —                               | —                               | —                               | —                               |
| Giro di Lombardia      | Neúčastnil se během své kariéry | Neúčastnil se během své kariéry | Neúčastnil se během své kariéry | Neúčastnil se během své kariéry | Neúčastnil se během své kariéry | Neúčastnil se během své kariéry | Neúčastnil se během své kariéry | Neúčastnil se během své kariéry | Neúčastnil se během své kariéry | Neúčastnil se během své kariéry | Neúčastnil se během své kariéry |
| Klasika                | 2015                            | 2016                            | 2017                            | 2018                            | 2019                            | 2020                            | 2021                            | 2022                            | 2023                            | 2024                            | 2025                            |
| Omloop Het Nieuwsblad  | DNF                             | 39                              | DNF                             | 92                              | 105                             | 66                              | 112                             | —                               | —                               | —                               | —                               |
| Kuurne–Brusel–Kuurne   | —                               | —                               | —                               | 81                              | DNF                             | 79                              | 1                               | —                               | —                               | —                               | —                               |
| Strade Bianche         | —                               | —                               | DNF                             | DNF                             | —                               | —                               | —                               | —                               | —                               | —                               | —                               |
| E3 Harelbeke           | —                               | —                               | 90                              | DNF                             | DNF                             | NS                              | DNF                             | 24                              | 14                              | 11                              | 2                               |
| Gent–Wevelgem          | —                               | —                               | —                               | DNF                             | 33                              | 1                               | —                               | 7                               | 5                               | 1                               | 1                               |
| Dwars door Vlaanderen  | DNF                             | 15                              | 150                             | 5                               | 89                              | NS                              | —                               | 69                              | 5                               | DNF                             | 5                               |
| Scheldeprijs           | 160                             | —                               | DNF                             | —                               | 101                             | DNF                             | —                               | —                               | —                               | —                               | —                               |
| Hamburg Cyclassics     | —                               | 123                             | 126                             | —                               | 15                              | Nejelo se                       | Nejelo se                       | —                               | 1                               |                                 |                                 |

### Výsledky na šampionátech
| Akce              | Akce           | 2014                             | 2015                             | 2016                             | 2017                             | 2018                             | 2019                             | 2020                             | 2021                             | 2022                             | 2023                             | 2024                             |
| ----------------- | -------------- | -------------------------------- | -------------------------------- | -------------------------------- | -------------------------------- | -------------------------------- | -------------------------------- | -------------------------------- | -------------------------------- | -------------------------------- | -------------------------------- | -------------------------------- |
| Mistrovství světa | Časovka        | Nezúčastnil se během své kariéry | Nezúčastnil se během své kariéry | Nezúčastnil se během své kariéry | Nezúčastnil se během své kariéry | Nezúčastnil se během své kariéry | Nezúčastnil se během své kariéry | Nezúčastnil se během své kariéry | Nezúčastnil se během své kariéry | Nezúčastnil se během své kariéry | Nezúčastnil se během své kariéry | Nezúčastnil se během své kariéry |
| Mistrovství světa | Silniční závod | —                                | —                                | —                                | DNF                              | —                                | 1                                | —                                | DNF                              | —                                | 4                                | 13                               |
| Národní šampionát | Časovka        | 25                               | 11                               | 15                               | 13                               | —                                | 10                               | —                                | —                                | 4                                | —                                |                                  |
| Národní šampionát | Silniční závod | —                                | 52                               | 5                                | 1                                | 6                                | 16                               | 4                                | 38                               | 2                                | 14                               | 8                                |

| —   | Nezúčastnil se |
| DNF | Nedokončil     |
| NS  | Nekonalo se    |